# スラサック駅
スラサック駅（スラサックえき、タイ語:สถานีสุรศักดิ์）は、タイ王国のバンコク都バーンラック区にある、バンコク・スカイトレインシーロム線の駅である。駅番号は「S5」。

## 概要
相対式ホーム2面2線の高架駅である。

## 駅構造
サートン通り上に高層化された駅舎を持つ。

### 駅階層
| 3階          |                                                              |                                    |
| 相対式ホーム |                                                              |                                    |
| 3番線・下り  | サパーンタークシン、ウォンウィアン・ヤイ、バーンワー方面     |                                    |
| 4番線・上り  | チョーンノンシー、サラデーン・サナームキラーヘンチャート方面 |                                    |
| 相対式ホーム |                                                              |                                    |
| 2階          | コンコース                                                   | 自動券売機、自動改札口             |
| 1階          | 出入口                                                       | サートンタイ通り、サートンヌア通り |

## 駅周辺

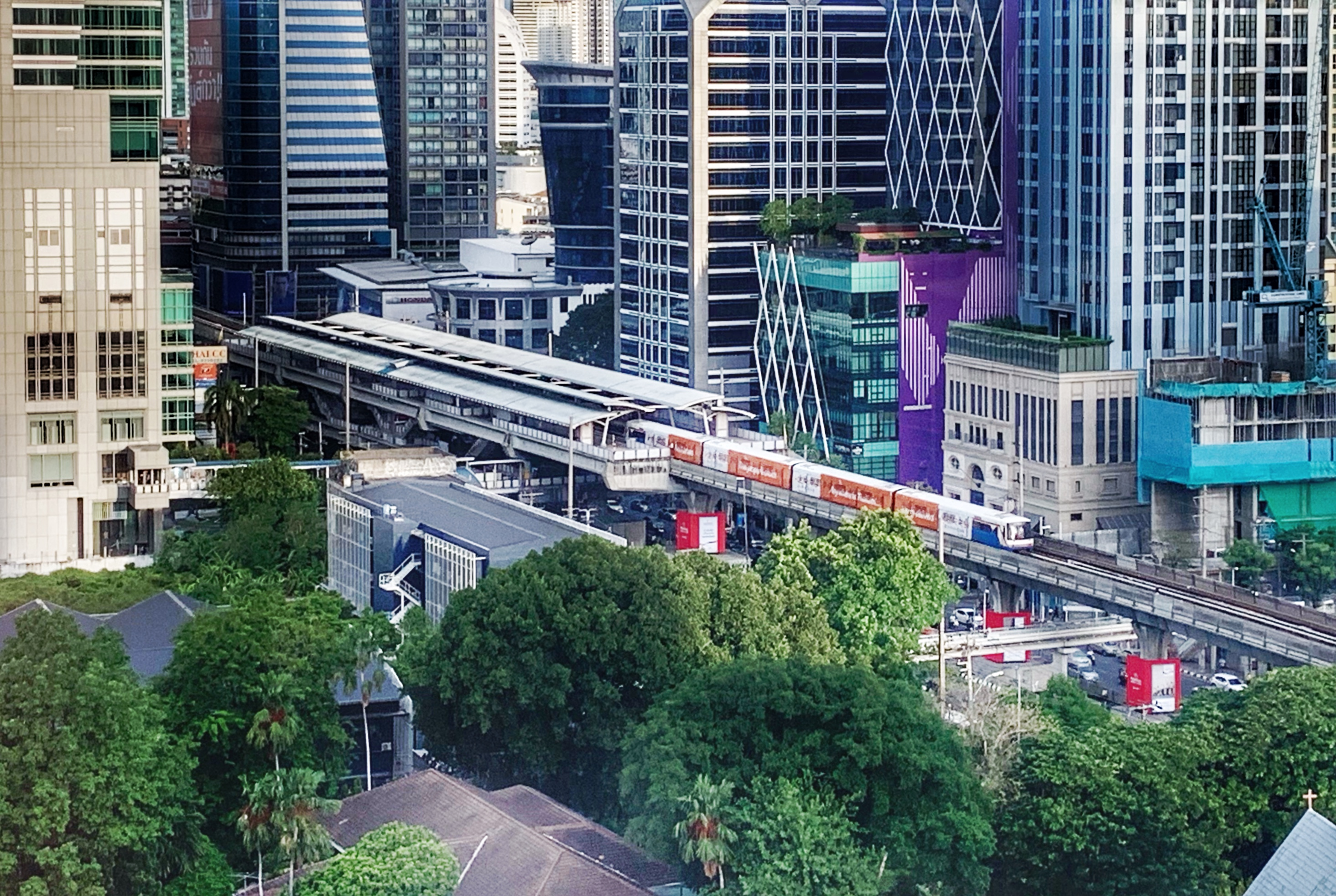
スラサック駅周辺

- バンコククリスチャン大学
- セントルイス看護大学
- バチカン大使館
- タイCCタワー
  - Dee Staff